# Семёнкин, Геннадий Иванович
Геннадий Иванович Семёнкин — советский хозяйственный, государственный и политический деятель, Герой Социалистического Труда.

## Биография
Родился в 1935 году в селе Старая Малыкла в мокшанской семье. Член КПСС.
С 1953 года — на хозяйственной, общественной и политической работе. В 1953—2002 гг. — зоотехник в колхозе «Путь Ленина» Мелекесского района Ульяновской области, главный зоотехник колхоза «Родина» Новомалыклинского района Ульяновской области, ветеринарный фельдшер, главный зоотехник, директор колхоза «Семеновод» Бийского района Алтайского края, председатель исполнительного комитета Бийского районного Совета депутатов трудящихся, первый секретарь Бийского районного комитета КПСС, председатель Совета народных депутатов Бийского района, глава администрации Бийского района.
Указом Президиума Верховного Совета СССР от 17 июля 1986 года присвоено звание Героя Социалистического Труда с вручением ордена Ленина и золотой медали «Серп и Молот».
Умер в Бийске в 2005 году.